# The Way I See It (album)
The Way I See It is het vierde studioalbum van de Amerikaanse muzikant en zanger Raphael Saadiq, het werd internationaal uitgegeven op 16 september 2008. Op het album staan onder andere de debuutsingle "Love That Girl (So Sweet And Tender)" en "100 Yard Dash". Ook staat op het album het nummer "Just One Kiss", waar Joss Stone op zingt. Saadiq produceerde in 2007 haar derde studioalbum Introducing Joss Stone.

## Afspeellijst
1. Sure Hope You Mean It - 3:40
2. 100 Yard Dash - 2:18
3. Keep Marchin' - 2:38
4. Big Easy - 3:19
5. Just One Kiss (feat. Joss Stone) - 2:32
6. Love That Girl - 3:04
7. Calling (feat. Rocio Mendoza) - 3:45
8. Staying In Love - 2:54
9. Oh Girl - 3:35
10. Let's Take A Walk - 2:28
11. Never Give You Up (feat. Stevie Wonder & CJ) - 4:13
12. Sometimes - 4:06
13. Oh Girl (Remix) (feat. Jay-Z) - 3:42
14. Kelly Ray (iTunes Bonustrack) - 3:30

## Hitnotering
| "The Way I See It" in de Album Top 100 - binnen: 8 november 2008 | "The Way I See It" in de Album Top 100 - binnen: 8 november 2008 | "The Way I See It" in de Album Top 100 - binnen: 8 november 2008 | "The Way I See It" in de Album Top 100 - binnen: 8 november 2008 | "The Way I See It" in de Album Top 100 - binnen: 8 november 2008 | "The Way I See It" in de Album Top 100 - binnen: 8 november 2008 | "The Way I See It" in de Album Top 100 - binnen: 8 november 2008 |
| Week                                                             | 01                                                               | 02                                                               | 03                                                               |                                                                  | 04                                                               |                                                                  |
| ---------------------------------------------------------------- | ---------------------------------------------------------------- | ---------------------------------------------------------------- | ---------------------------------------------------------------- | ---------------------------------------------------------------- | ---------------------------------------------------------------- | ---------------------------------------------------------------- |
| Nummer                                                           | 100                                                              | 97                                                               | 78                                                               | uit                                                              | 64                                                               | uit                                                              |